# Luna-programmet
Luna-programmet var en fællesnævner for de sovjetiske månesonder i perioden 1958-1974. Fordi Sovjetunionen holdt månesonderne hemmelige frem til opskydningen, gættede den vestlige presse i begyndelsen fejlagtigt på, at de hed "Lunik" (á la Sputnik). Af samme grund blev de første sovjetiske marssonder fejlagtigt kaldt "Marsnik" i vestlig presse.
Sovjetunionen havde også en hemmeligt program for en bemandet månerejse, som dog fejlede. Luna-programmet regnes som det mest omfattende ubemandede udforskningsprogram om Månen.
Sonder, der ikke nåede ud i rummet, er her benævnt "Luna-1958A", "Luna-1958B" osv. Månesonder, der ikke forlod jordkredsløbet, blev kaldt "Kosmos-60" osv.

## Opsendt medR-7 Semjorka-raketter
- 390 kg tunge sonder, der skulle kollidere med Månen:
  - Luna-1958A, 1. maj 1958.
  - Luna-1958B, 25. juni 1958.
  - Luna-1958C, 22. september 1958.
  - Luna-1958D, 15. november 1958.
  - Luna 1, 2. januar 1959 — ramte ved siden af med 5.955 km. Luna 1 var den første sonde, der forlod Jordens tyngdefelt og gik i en selvstændig bane om Solen.[2]
  - Luna-1959A, 16. juni 1959.
  - Luna 2, 12 september 1959 — ramte ned i Mare Imbrium (Regnskyllenes Hav).
- 278 kg tunge sonder, der skulle fotografere Månens bagside ved forbiflyvning:
  - Luna 3, 4. oktober 1959 — optog 29 billeder på råfilm, fremkaldt om bord.
  - Luna-1960A, 12. april 1960.
  - Luna-1960B, 18. april 1960.
- 100 kg tung semi-blødlander:
  - Luna-1963A, 4. januar 1963 (Sputnik 25).
  - Luna-1963B, 2. februar 1963.
  - Luna 4, 2. april 1963 — 8.500 km fra Månen.
  - Luna-1964A, februar 1964.
  - Luna-1964B, 20. april 1964.
  - Kosmos 60, 12. marts 1965.
  - Luna 5, 9. maj 1965 — knust på Månen.
  - Luna 6, 8. juni 1965 — 160.000 km fra Månen.
  - Luna 7, 4. oktober 1965 — knust på Månen.
  - Luna 8, 3. december 1965 — knust på Månen.
  - Luna 9, 31. januar 1966 — første månelanding, første overfladebilleder fra Oceanus Procellarum (Stormenes Hav).
  - Luna 13, 21. december 1966 — tredje månelander, Oceanus Procellarum.
- 245 kg tung månekredser, der kunne afspille Internationalen:
  - Kosmos 111, 1. marts 1966.
  - Luna 10, 31. marts 1966 — første månekredser.
- 1.136 kg tunge kredsere til fotorekognoscering af mulige landingssteder:
  - Luna-1966A, 30. april 1966.
  - Luna 11, 24. august 1966 — tredje månekredser.
  - Luna 12, 22. oktober 1966 — fjerde månekredser.
  - Luna 14, 7. april 1968 — 10. månekredser.

## Opsendt medprotonraketter
- 1.880 kg tung lander, der returnerede med måneprøver:
  - Luna1969A, 19. januar 1969.
  - Luna1969B, 4. juni 1969.
  - Luna 15, 13. juli 1969 — knust mod Månen ved Mare Crisium (Dommenes Hav).
  - Kosmos 300, 23. september 1969.
  - Kosmos 305, 22. oktober 1969.
  - Luna-1970A, februar 1970.
  - Luna 16, 12. september 1970 — returnerede med 100 gram fra Mare Fecunditatis (Frugtbarhedens Hav).
  - Luna 18, 2. september 1971 — knust mod Månen.
  - Luna 20, 14. februar 1972 — returnerede fra 50 gram fra Appollonius.
  - Luna 23, 28. oktober 1974 – ødelagde sit bor.
  - Luna-1975A, 19. oktober 1975.
  - Luna 24, 9. august 1976 — returnerede med 170 gram fra Mare Crisium.
- 756 kg tung ottehjulet, fjernstyret Lunokhod:
  - Luna 17, 10. november 1970 — Lunokhod 1.
  - Luna 21, 8. januar 1973 — Lunokhod 2.
- 1.900 kg tung 3. generationsmånekredser:
  - Luna 19, 28. september 1971 — fotorekognoscering.
  - Luna 22, 29. maj 1974 — fotorekognoscering.